# جهاز الردع لمكافحة الإرهاب والجريمة المنظمة
جهاز الردع لمكافحة الإرهاب والجريمة المنظمة هو جهاز أمني ليبي أُنشِأَ بقرار من المجلس الرئاسي سنة 2018. يتخذ الجهاز من قاعدة معيتيقة مقرًّا له. يرأس الجهاز الملازم عبد الروف كارة.

## التأسيس
أُنشأت «قوة الردع» سنة 2013 تحت إشراف وزارة الداخلية الليبية لتأمين العاصمة طرابلس. دُمجت قوة الردع بعد تأسيس جهاز الردع بقرار من المجلس الرئاسي رقم 555 لسنة 2018 بإنشاء جهاز الردع لمكافحة الجريمة المنظمة والإرهاب والذي تم تعديله بقرار رقم 578 لسنة 2020 إلى جهاز الردع لمكافحة الإرهاب والجريمة المنظمة.

## المهام والإختصاصات
تتمثل مهام الجهاز في مساندة الاجهزة الأمنية المختلفة للمجاهرة بالأمن ومكافحة الجريمة المنظمة والإرهاب وتجارة الممنوعات والأسلحة والتهريب.
يتولى الجهاز عدة اختصاصات تأتي في مقدمتها مكافحة العصابات الإجرامية والمساهمة في تأمين الحدود وجمع المعلومات والتحري ونشر الوعي الأمني.

## وصلات خارجية
- تعرف على جهاز الردع - الجزيرة
- تعرف على جهاز الردع - العربية